# Asesinato de Giulia Cecchettin
Giulia Cecchettin (Padua, Véneto; 5 de mayo de 2001 - Fossò, Véneto; 11 de noviembre de 2023) fue una joven italiana asesinada en noviembre de 2023, a los 22 años, por su exnovio, Filippo Turetta. Su asesinato provocó numerosas protestas en Italia contra el feminicidio y volvió a centrar la opinión pública en la violencia doméstica.

## Antecedentes
Giulia Cecchettin era natural de Padua, ciudad de la región italiana del Véneto, donde nació en marzo del año 2001, siendo hija de Gino Cecchettin y Monica Camerotto. Tenía dos hermanos, Elena y Davide. Se matriculó en la Universidad de Padua, donde estudió ingeniería biomédica y conoció a Filippo Turetta. Mantuvieron una relación sentimental un año antes de romper, en verano de 2023, aunque continuaron viéndose tras la ruptura. Su hermana Elena reveló que Turetta era posesivo; en el otoño de 2023, comenzó a comportarse de manera irracional, diciéndole a Giulia que se sentía deprimido y suicida, ya que no veía un futuro sin ella. Giulia y Turetta siguieron viéndose, pero ella le confió que experimentó su presión como un chantaje emocional.

## Asesinato
Después de enviar un correo electrónico a la profesora universitaria que supervisaba su tesis de grado alrededor de las 17:15 horas del sábado 11 de noviembre de 2023 con la última versión de la tesis, Giulia salió de casa alrededor de las 18 horas para ir, acompañada de Filippo, a un centro comercial en Marghera para comprar un par de zapatos con vistas a la próxima ceremonia de graduación, como lo atestiguó un dependiente. Los dos jóvenes cenaron en el restaurante de comida rápida McDonald's, en torno a las 21:02, pagando Giulia la comida de ambos con su tarjeta de crédito. Luego abandonaron el edificio en torno a las 22:30. A las 22:43, Giulia envió su último mensaje por WhatsApp a su hermana mayor, Elena, que en ese momento se encontraba en Viena cursando estudios universitarios.
Al día siguiente, el padre de Giulia denunció su desaparición en la comisaría local de Carabinieri en torno a las 13:30. Mientras tanto, su hermana Elena publicó llamamientos en las redes sociales para localizar a la expareja. Un testigo se presentó informando de que en torno a las 23:15 había visto una violenta discusión entre un chico y una chica desde el balcón de su apartamento, que tenía lugar en un aparcamiento situado a unos 150 metros de la casa de Giulia en Vigonovo. La chica gritó pidiendo ayuda y el testigo llamó al 112, pero nadie llegó porque todas las unidades de la zona estaban ocupadas y la más cercana se encontraba a más de 45 minutos del lugar. Más tarde, las imágenes de vídeo de seguridad de una fábrica situada en la cercana localidad de Fossò mostraron a Turetta golpeando violentamente a Giulia. Cuando ella intentó escapar, Turetta volvió a golpearla por la espalda y, a continuación, introdujo su cuerpo sangrante en el maletero de su Fiat Punto negro.
Se inició una persecución de Turetta, de la que informaron ampliamente los medios de comunicación italianos durante una semana. Cuando se supo que había cruzado la frontera con Austria, Gino Cecchettin hizo anuncios en inglés y alemán pidiendo ayuda a la población para encontrar a Giulia. Las fuerzas de seguridad italianas emitieron una orden de detención europea contra Turetta por cargos de secuestro y asesinato.
El cuerpo de Giulia fue descubierto cerca del lago de Barcis, en Piancavallo, el 18 de noviembre, por la unidad especial de perros de la Protección Civil. El cuerpo fue encontrado dentro de una gran bolsa de nailon en una cueva a 50 metros de altitud, dentro de una zona boscosa que suele estar cerrada durante el periodo de otoño-invierno por motivos de seguridad. Los servicios forenses italianos realizaron una autopsia el 1 de diciembre e informaron de que el cuerpo de Giulia presentaba más de veinte puñaladas.
Una semana después del asesinato, Turetta fue detenido en un carril de emergencia de una autopista cerca de Leipzig, después de que su coche se quedara sin gasolina. Sus primeras palabras a los agentes al ser detenido fueron: «Soy Filippo Turetta. He matado a mi novia». El 25 de noviembre, Turetta fue extraditado a Italia, en un vuelo especial de la Fuerza Aérea que aterrizó en el aeropuerto de Venecia, y encarcelado en la prisión de Verona. La primera vista del juicio contra Turetta está prevista para el 23 de septiembre de 2024.
El 3 de diciembre de 2024 y tras 10 semanas de juicio, Turetta recibió cadena perpetua.

## Reacciones
El 20 de noviembre de 2023, el diario Corriere della Sera publicó una carta de Elena Cecchettin en la que denunciaba la responsabilidad de la sociedad en la creación de lo que denominó los «hijos sanos del patriarcado y de la cultura de la violación», refiriéndose a quienes tienen comportamientos que dañan a las mujeres, como el control, la posesividad y los gatopardismos, y a quienes intentan justificar a quienes cometen actos violentos contra las mujeres llamándoles «monstruos» o enfermos mentales. Por ello, la hermana mayor de la víctima hizo un llamamiento a la responsabilidad de todos los hombres, denunciando a amigos y compañeros que tienen comportamientos tolerados por la sociedad pero que pueden ser la antesala de un feminicidio, que calificó de «asesinato de Estado» y de «crimen de poder» ante el que hay que reaccionar con educación sexual y emocional.
Sus palabras, seguidas de la difusión viral del poema Se domani non torno, escrito por la activista peruana Cristina Torres Cáceres, desencadenaron una gran ola de emoción, dolor y rabia en Italia, donde se abrió un debate y se celebraron manifestaciones espontáneas en muchas ciudades con la participación de miles de personas. Con motivo del Día Internacional de la Eliminación de la Violencia contra la Mujer, el 25 de noviembre, alrededor de medio millón de personas se congregaron en Roma.
El caso planteó importantes cuestiones sobre la prevención de la violencia de género y la eficacia de las leyes vigentes. El caso de feminicidio llevó a la opinión pública a reflexionar sobre la importancia de reforzar las medidas de protección y sensibilización contra la violencia de género.
La comunidad local de Vigonovo, donde residía Giulia, expresó su dolor y sus condolencias mediante conmemoraciones y homenajes. La familia de la víctima recibió mensajes de solidaridad, mientras que el presidente de la región del Véneto, el diputado de la Liga Norte Luca Zaia, proclamó el luto regional y subrayó la necesidad de interpretar correctamente las señales de alerta temprana en los casos de violencia de género.
Tras el asesinato, el Parlamento italiano aprobó por unanimidad un paquete de leyes para reforzar las leyes existentes para proteger a las mujeres. El ministro de Educación, Giuseppe Valditara, anunció un proyecto educativo en las escuelas para combatir la violencia de género. A petición de las instituciones de guardar un minuto de silencio en homenaje a la víctima, se celebraron en su lugar «minutos de ruido», en los que las personas implicadas realizaron gestos ruidosos, como sugirió en particular la hermana de Giulia y la presidenta del Parlamento Europeo, Roberta Metsola.
En los tres meses siguientes a los hechos, el número antiviolencia 1522 registró un aumento significativo de denuncias y peticiones de ayuda, lo que se interpretó como un «efecto Giulia Cecchettin».
El 22 de diciembre de 2023, la revista L'Espresso nombró a Elena Cecchettin «persona del año».
El 2 de febrero de 2024, la Universidad de Padua confirió a Giulia Cecchettin un título conmemorativo en ingeniería biomédica en una ceremonia pública, en presencia de su familia y de la ministra de Universidad e Investigación, Anna Maria Bernini.
El 5 de marzo de 2024 se publicó el libro Cara Giulia. Quello che ho imparato da mia figlia, escrito por el padre de la joven junto al escritor veneciano Marco Franzoso, que recoge los recuerdos familiares de Gino Cecchettin sobre la muerte de su esposa y el asesinato de su hija, pero en particular la relación del padre con su hija. Gino Cecchettin dijo sobre el libro que era la «mejor manera de hacer el duelo». El libro servirá para financiar la Fundación que Cecchettin pretende activar para apoyar la lucha contra la violencia de género. Cecchettin habló largo y tendido sobre este tema cuando participó como invitado en el programa Che tempo che fa, de Fabio Fazio, reiterando su deseo de activar la Fundación, para cuyo apoyo también busca organizaciones dispuestas a vincularse a ella.
No faltaron voces críticas con la familia, como la del periodista Vittorio Feltri que, si bien declaró sentir «infinita piedad» por la víctima, criticó la exposición mediática de la familia, en su opinión políticamente explotada.

## Funeral

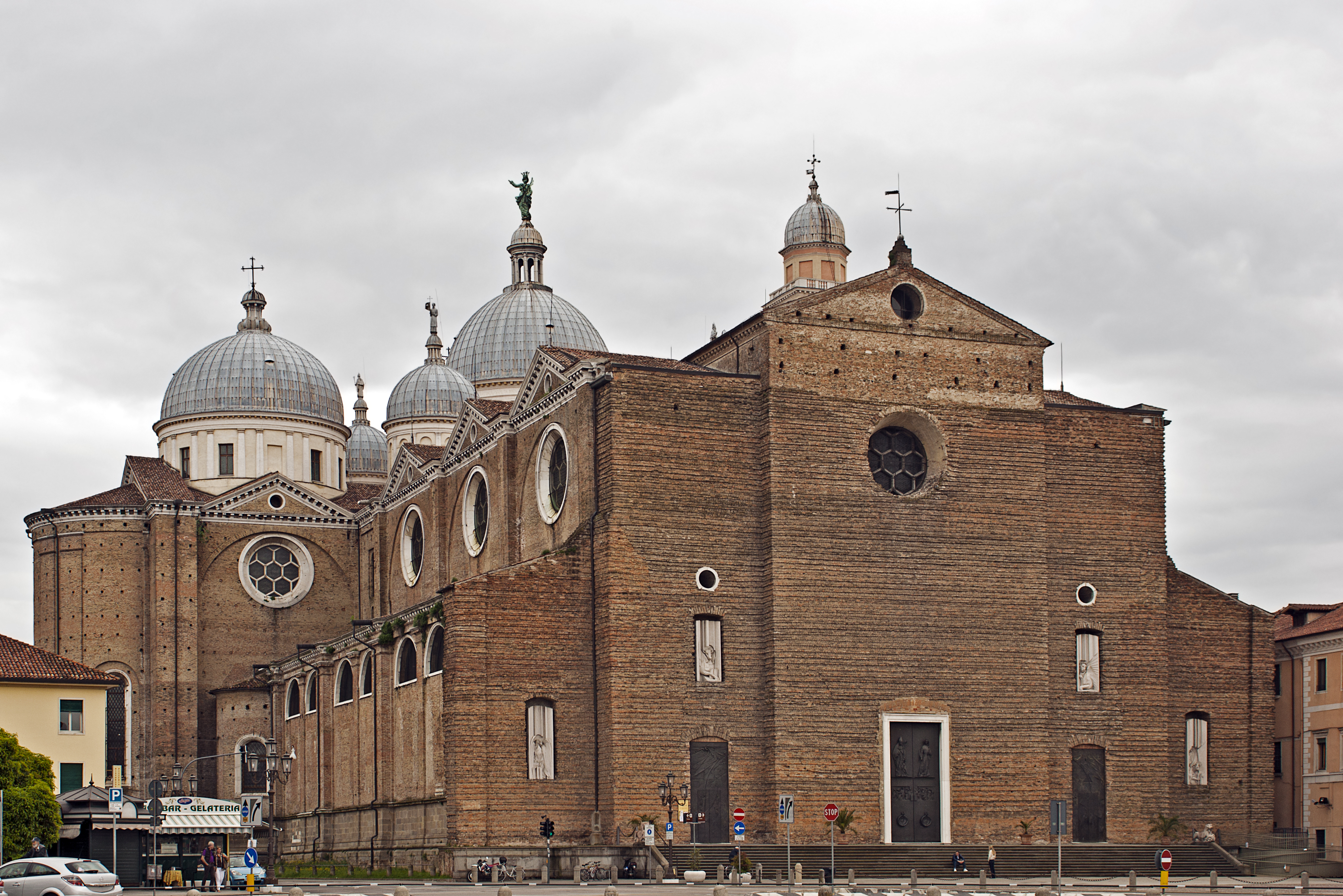
Basílica de Santa Justina, en Padua, donde se celebró el funeral de la joven.

El 5 de diciembre de 2023, se celebraron los funerales de Giulia en la basílica de Santa Justina, en Padua, oficiados por el obispo Claudio Cipolla y en presencia de unas 8 000 personas y de autoridades civiles y militares, entre ellas el ministro de Justicia Carlo Nordio y el presidente de la región del Véneto Luca Zaia. El funeral fue retransmitido en directo por las cadenas Rai 1 (seguida por 2 220 000 telespectadores, con una cuota del 31,70%), Canale 5 (seguida por 1 477 000 telespectadores, con una cuota del 18,90%) y TGcom24.
El discurso de Gino Cecchettin desde el púlpito retomó los mismos temas contenidos en la carta-denuncia de su hija Elena del 20 de noviembre, concluyendo con la lectura de un poema del autor libanés Yibrán Jalil Yibrán sobre el amor verdadero. Al día siguiente, el ministro de Educación y Mérito, Giuseppe Valditara, emitió una circular dirigida a las instituciones educativas en la que invitaba a escuelas, profesores y alumnos a leer y debatir colectivamente el discurso de Gino Cecchettin en el funeral. Al final del oficio, la multitud hizo ruido agitando llaves y campanas.